# 阿科拉 (印第安納州)
阿科拉（英語：Arcola）是位於美國印地安納州艾倫縣的一個非建制地區。該地的面積和人口皆未知。

## 地理
阿科拉的座標為41°06′13″N 85°17′39″W / 41.10361°N 85.29417°W，而該地的平均海拔高度為257米（即843英尺）。